# Epicharis
Epicharis, död 65 e.Kr, var en deltagare i en komplott i det antika Rom. 
Epicharis var en frigiven kvinna i romerska riket. Hon ska ursprungligen ha tillhört Senecas bror Melas, och varit verksam som kurtisan.  Hon deltog år 65 e.Kr i Gaius Calpurnius Pisos sammansvärjning mot Nero.  Efter upptäckten av sammansvärjningen utsattes hon för tortyr, men avslöjade inget utan begick självmord.